# Crazy/Beautiful
Crazy/Beautiful (no Brasil, Gostosa Loucura; em Portugal, Bela Loucura) é um filme de drama romântico, realizado por John Stockwell e escrito por Phil Hay e Matt Manfredi, com Kirsten Dunst e Jay Hernandez nos papéis principais.
O filme é ambientado sobretudo na Escola Secundária Palisades Charter e na área envolvente, incluindo o Centro de Los Angeles, Pacific Palisades, Malibu (onde vive Nicole) e East Los Angeles (onde vive Carlos).

## Enredo
Nicole Oakley é uma jovem rica, mimada, inconsequente e problemática, que ao conhecer Carlos Nuñez, um jovem humilde de origem mexicana, vive um choque de culturas, valores e uma relação amorosa. Nicole está preocupada porque a sua mãe se suicidou quando ela ainda era muito jovem. Ela sente-se indesejada pelo pai, que agora está casado com outra mulher e tem outra filha com a nova esposa. Carlos, por outro lado, é um rapaz atinado, determinado e esforçado nos estudos estudos, cujo objetivo é tornar-se piloto da Marinha. Eles conhecem-se numa praia, onde Nicole presta serviço comunitário, e descobrem que frequentam a mesma escola.
Carlos e Nicole começam a passar muito tempo juntos, levando-o a baixar o seu desempenho escolar, e aos poucos eles apaixonam-se. Carlos conhece o pai de Nicole, o congressista Tom Oakley, e fala-lhe da sua candidatura à Academia Naval dos Estados Unidos, ao que Tom sugere marcar um encontro para conversar sobre o seu patrocínio do Congresso à Academia. Durante o encontro, o pai de Nicole diz a Carlos que ele tem de romper com a filha, para que ela não destrua a vida dele. Carlos não termina a relação, o que leva Nicole de volta à depressão e à autodestruição. Uma noite, Carlos sente a sua falta e quando telefona a Nicole descobre que ela está a ficar bêbada numa festa em casa de uns colegas. Ele vai ter com Nicole e salva-a dos braços de um rapaz que estava a aproveitar-se da sua condição de bêbada e drogada. Carlos leva-a no carro de volta a casa, mas é parado pela polícia.
Como resultado deste incidente, o pai e a madrasta de Nicole decidem que ela precisa de ir para uma escola longe de casa, em Utah. Carlos vai ao seu encontro e, então, eles decidem fugir juntos. Quando eles já estão longe, Nicole apercebe-se que ela está a atrapalhar a vida de Carlos ao privá-lo dos seus sonhos e objetivos, pelo que decide ficar sóbria. Eles regressam a casa dela e ela faz as pazes com o pai e a madrasta. O pai dela agradece Carlos por não dar ouvidos aos seus conselhos de ficar longe de Nicole. Nos créditos finais, vê-se que Carlos tornou-se um piloto da Marinha.

## Elenco
- Kirsten Dunst como Nicole Oakley
- Jay Hernandez como Carlos Nuñez
- Bruce Davison como Tom Oakley
- Lucinda Jenney como Courtney Oakley
- Taryn Manning como Maddy
- Soledad St. Hilaire como a Sra.  Nunez
- Rolando Molina como Hector
- Herman Osorio como Luis
- Miguel Castro como Eddie
- Tommy De La Cruz como Victor
- Richard Steinmetz como Coach Bauer
- Ana Argueta como Rosa

## Trilha sonora

### Faixas
1. "Dez Le Fe" - Mellow Man Ace
2. "Who Am I?"  - Lily Frost
3. "To Be Free" - Emiliana Torrini
4. "Wait" - Seven Mary Three
5. "Every Time" - La Ley
6. "La Reina Del Lugar" - Serralde
7. "Shattered" - Remy Zero
8. "Boulevard Star" - Delinquent Habits (featuring Michelle)
9. "This is Not My Life" - Fastball
10. "Sumpin'"- The Pimps
11. "Alright" - Osker
12. "Sleep" - The Dandy Warhols
13. "She Gave Me Love" - The Getaway People
14. "I Want to Believe You" - Lori Carson & Paul Haslinger
15. "Perfect" - Maren Ord
16. "Siempre" - La Ley
17. "This Year's Love" - David Gray